# Samantha Jones (Sängerin)

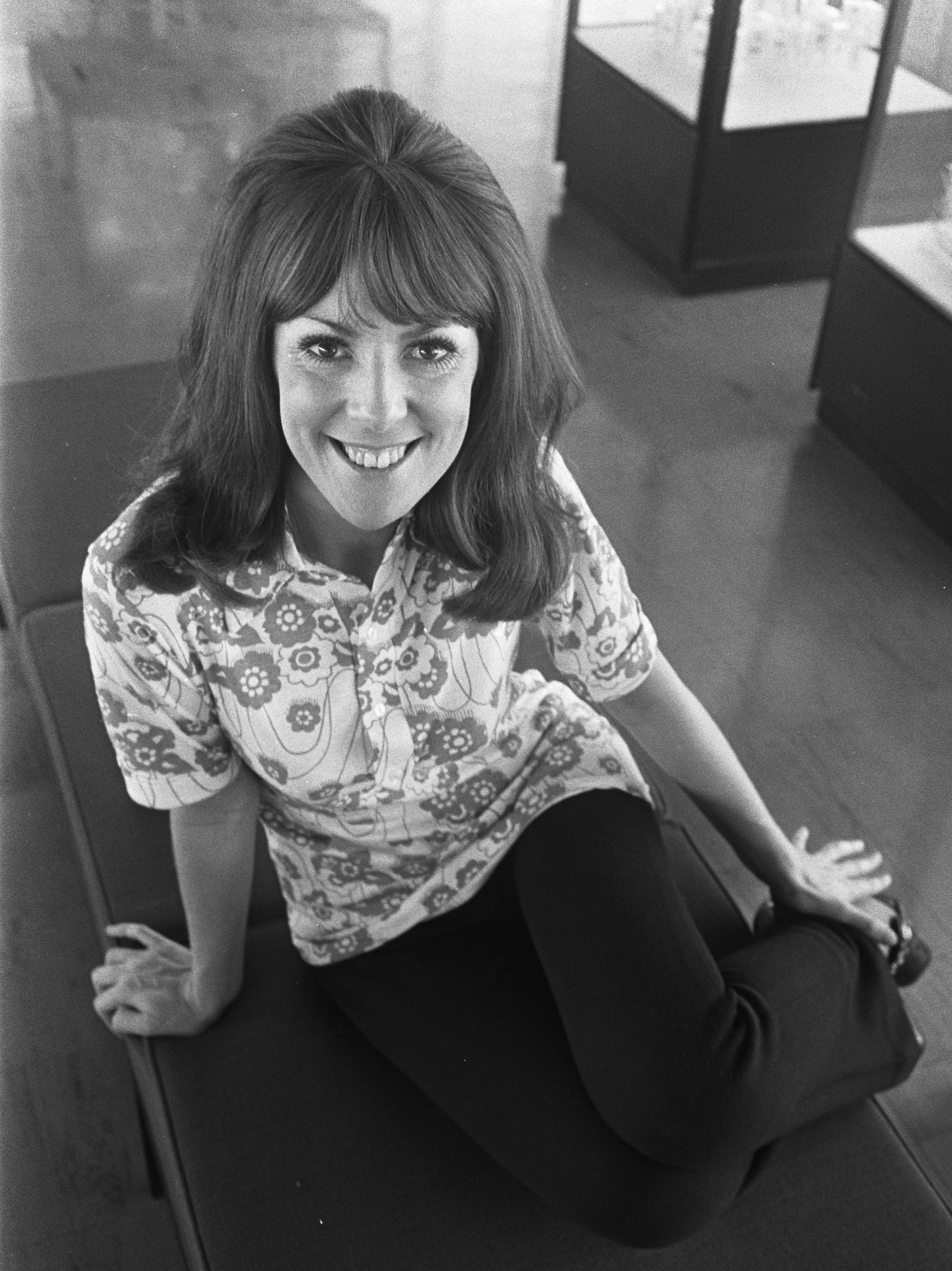
Samantha Jones, 1970

Jean Owen (* 17. November 1943 in Liverpool, England), bekannt unter dem Künstlernamen Samantha Jones, ist eine englische Sängerin. Sie hatte ihre größten Soloerfolge Anfang der 1970er in Belgien und den Niederlanden, wo sie einige Preise gewann. Bruce Eder vergleicht sie auf Allmusic mit Dusty Springfield und Darlene Love.

## Leben und Werk
Jean Owen begann ihre musikalische Karriere 1961 in der  Gesangsgruppe „The Vernons Girls“, die Anfang der 1960er einige Hits hatten. Ab 1964 trat sie als Samatha Jones solo in Erscheinung. Ihre Single "Don't Come Any Closer" von 1965 wurde im gleichen Jahr von Françoise Hardy unter dem französischen Titel "Ce n'est pas un rêve" gecovert. 1967 war Samantha Jones mit "The Real Me" und "Where Are the Men" am Soundtrack des Films Die Rache des Dr. Fu Man Chu beteiligt. Der Titel "Surrounded By a Ray Of Sunshine" (1967) erlebte später eine Renaissance in der Northern-Soul-Clubszene. Ihr erstes Album Call It Samantha wurde 1968 nur in den Vereinigten Staaten veröffentlicht.
Das zweite Album A Girl Named Sam (1969) wurde von Mark Wirtz produziert. Mit dem Titel "Today (Without You)" gewann Samantha Jones im Oktober 1969 den Grand Prix von RTL und stieg in die belgischen und niederländischen Charts ein. Im folgenden Jahr gewann sie mit ihrer Version von "My Way" das Musikfestival im belgischen Knokke-Heist. "My Way" wurde ein Hit in Holland und erschien fast zwei Jahrzehnte später (1988) auf dem Album World Stars - 28 Greatest Artists Of The World.
In Deutschland trat Samantha Jones in der Disco-Sendung vom 5. Juni 1971 mit dem Titel „Sweet Inspiration“ auf.  Mit der Zeit erwarb sie sich einen guten Ruf als Revue-Sängerin und trat vor allem auf Kreuzfahrtschiffen auf. Mitte der 1980er begann sie, als Produzentin von Musikshows zu arbeiten.

## Diskografie

### Alben
- 1968 Call It Samantha US only
- 1970 A Girl Named Sam
- 1970 The Other Jones
- 1972 My Way (compilation LP)
- 1974 Sing It Again Sam
- 1976 The Lady Likes It Latin
- 1982 Goin' Places

### Singles
- 1964  "It's All Because of You"
- 1965  "Don't Come Any Closer"
- 1965  "Chained to a Memory"
- 1966  "I Deserve It"
- 1966  "Shoes"
- 1966  "That Special Way"
- 1967  "Why Can't I Remember (To Forget You)"
- 1967  "Surrounded By a Ray of Sunshine"
- 1968  "Lovely Lonely Man"
- 1968  "And Suddenly"
- 1968  "Ford leads the way" b/w "Go ahead"
- 1969  "Today Without You"
- 1969  "Do I Still Figure In Your Life"
- 1970  "My Way"
- 1970  "Best of Both Worlds"
- 1971  "No Regrets"
- 1971  "One More Mountain"
- 1972  "Don't Hang No Haloes On Me"
- 1974  "I Believed It All"
- 1982  "Living for You"